# Ingušetija
Ingušetija (inguško ГӀалгӏайче, latinizirano: Ghalghajče; rusko Ингуше́тия), uradno Republika Ingušetija, je ruska republika na severnem Kavkazu v Evraziji. Republika je del Severnokavkaškega zveznega okrožja in ima na jugu kopensko mejo z Gruzijo, na zahodu in vzhodu meji na Severno Osetijo - Alanijo in Čečenijo, na severu pa meji na Stavropolski kraj.
Njeno glavno mesto je Magas, največje mesto pa Nazran. S površino 3600 km2 je ta republika najmanjša od nemestnih zveznih subjektov Rusije. Ustanovljena je bila 4. junija 1992 z razdelitvijo Čečensko-inguške avtonomne sovjetske socialistične republike v dva dela. Republika je domovina Ingušev, ljudstva vajnaškega porekla. Po popisu leta 2021 je imela 509.541 prebivalcev.
Ingušetija predvsem zaradi uporništva na severnem Kavkazu ostaja eno od najrevnejših in najbolj nestabilnih območij Rusije. Čeprav je nasilje v zadnjih letih razmeroma upadlo, se uporništvo v sosednji Čečeniji občasno prelije tudi v Ingušetijo. Po poročilo organizacije Human Rights Watch iz leta 2008 so republiko destabilizirali korupcija, vrsta odmevnih zločinov (vključno z ugrabitvami in umori civilistov, ki so jih izvedle vladne varnostne sile), protivladnimi protesti, napadi na vojake in častnike, ruskimi vojaškimi ekscesi in slabšanjem razmer na področju človekovih pravic.